# 苏佩克斯
苏佩克斯（法語：Soupex，法語發音：[supɛks] ⓘ）是法国奥德省的一个市镇，属于卡尔卡松区。

## 地理
苏佩克斯（43°22'43"N, 1°53'43"E）面积7.37 平方千米，位于法国奧克西塔尼大區奥德省，该省份为法国南部沿海省份，北起塔恩省，西北接上加龙省，西接阿列日省，南至东比利牛斯省，东临地中海，东北与埃罗省接壤。
与苏佩克斯接壤的市镇（或旧市镇、城区）包括：艾鲁、蒙莫尔、皮日尼耶、里科、圣波莱、苏亚内勒、苏耶、圣费利克斯洛拉盖。

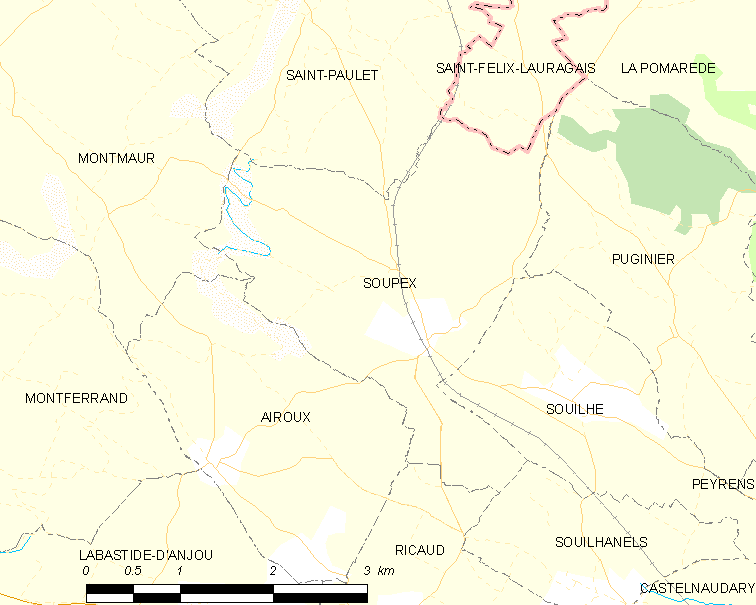
苏佩克斯的OSM定位图

苏佩克斯的时区为UTC+01:00、UTC+02:00（夏令时）。

## 行政
苏佩克斯的邮政编码为11320，INSEE市镇编码为11385。

## 政治
苏佩克斯所属的省级选区为绍里安盆地县。

## 人口

1962-2008年间苏佩克斯人口变化图示

苏佩克斯于2022年1月1日时的人口数量为240人。